# Araújos
Araújos is een gemeente in de Braziliaanse deelstaat Minas Gerais. De gemeente telt 7.692 inwoners (schatting 2009).

## Aangrenzende gemeenten
De gemeente grenst aan Bom Despacho, Leandro Ferreira, Moema, Nova Serrana, Perdigão en Santo Antônio do Monte.